# Pleione hookeriana
Espèce
Statut CITES
Pleione hookeriana est une espèce d'orchidées du genre Pleione originaire d'Asie.